# João, Duque de Viseu
João, Duque de Viseu, Infante de Portugal (c. 1448-1472), era o filho mais velho de Fernando de Portugal, Duque de Viseu, e de sua mulher a Infanta Beatriz de Portugal.

## Biografia
Em 1470, na sequência da morte de seu pai, herdou os títulos de 3.º Duque de Viseu, 3.º Senhor da Covilhã, 2.º Duque de Beja e 2.º Senhor de Moura.
Veio a ser também Mestre da Ordem de Cristo e da Ordem de Santiago, tornando-se no 7.º Condestável de Portugal.
Em Julho de 1472, o seu tio, o rei Afonso V concedeu-lhe a cidade Marroquina de Anafé (hoje um bairro de Casablanca).
João morreu jovem, solteiro e sem descendência, tendo como sucessor o seu irmão, o Infante Diogo.